# Praia Pequena (Sintra)
Acesso à Praia Pequena
A Praia Pequena é uma praia de difícil acesso contornada por falésias, situada entre a Praia Grande e a Praia das Maçãs, em pleno Parque Natural de Sintra-Cascais, na freguesia de Colares, município de Sintra, em Portugal.
A praia é muito frequentada por desportistas pelas suas condições ideais para a prática de desportos aquáticos como o surf e o bodyboard.
Tanto a pesca ao peixe, normalmente robalos e sargos, como a pesca ao polvo e a apanha de marisco são vivamente praticadas nesta praia. 